# 耀星
（英語：Flare star）是一種變星，它可以在短短數分鐘內不可預知地急遽增光，有時在幾分鐘內的改變會大於幾個星等以上，並持續幾分鐘到幾小時後又慢慢復原。它被認為與太陽閃焰類似，是由於在恆星大氣層內的磁重聯。亮度的增加跨越了整個光譜，從X射線到無線電波。第一批耀星（天鵝座V1396和顯微鏡座AT） 是在1924年發現的；然而，最著名的耀星是在1948年發現的鯨魚座UV 。如今，相似的耀星在變星目錄上，像是變星總表都被分類為鯨魚座UV型變星（使用上縮寫為UV）。耀斑可以隔幾天就發生 ，或是頻率非常低，像巴納德星。
雖然最近的研究表明質量更小的棕矮星也可能發生閃焰，但大多數的耀星都是暗淡的紅矮星。質量更大的獵犬座RS型變星（RS CVn）已知也是耀星，但據了解這些閃焰是由聯星系統中的伴星造成的磁場糾纏誘發的。此外，也觀察到9顆類似太陽的恆星曾經歷閃焰的事件。曾經有建議指出在類似RS CVn變星誘發閃焰的機制，是有看不見的，大小類似木星的行星，在一個緊密的軌道上繞著恆星運轉。目前在太陽系附近已發現近100顆耀星。

## 鄰近的耀星
本質上，耀星都很暗淡，只能發現距離地球1,000光年以內的。

### 半人馬座比鄰星
距離最接近太陽的鄰居，半人馬座比鄰星，是一顆經由恆星磁場的作用，會隨機增加亮度的耀星。恆星的磁場是由恆星本身的對流產生的，並由此造成閃焰的活動，生成的X射線總輻射量與太陽產生的相似。

### 沃夫359
沃夫359是另一顆鄰近的焰星（2.39 ± 0.01秒差距）。沃夫359也稱為格利澤406或獅子座CN，它是光譜類型為M6.5，輻射出X射線的紅矮星。它是鯨魚座UV型的耀星，並且有相對較高的閃焰頻率。
它的平均磁場強度大約為2.2 kG（0.2 T），但是在短短的6小時的時間尺度內就會有很大的差異。相較之下，太陽的磁場強度平均只有1 G（100 µT），但是在太陽黑子活動的區域可以達到3 kG (0.3 T)。

### 巴納德星
巴納德星是距離太陽第二近的恆星，它也被懷疑是一顆焰星。

### TVLM513-46546
質量非常小的TVLM513-46546，只比紅矮星的質量下限略重一些。

## 外部連結
- UV Ceti and the flare stars, Autumn 2003 Variable Star Of The Season （页面存档备份，存于） prepared by Dr. Matthew Templeton, AAVSO(www.aavso.org)
- Stellar Flares （页面存档备份，存于） - D. Montes, UCM.